# Сатха I
Сатха I (кхмер. សត្ថាទី១; около 1539 — 1596, Вьентьян) — король Камбоджи (1576—1584). Правил под именами Парамараджа IV (санскр. Paramaraja IV) или Баром Реатеа IV (кхмер. បរមរាជាទី៤), Махиндрараджа (санскр. Mahindraraja) или Махинто Реатеа, а также Сурьяварман IV (санскр. Suriya Varman IV) или Сорьовонг IV.
В годы его правления осуществлялось широкое строительство религиозных объектов, расширялись и ремонтировались ирригационные системы. Камбоджа производила и экспортировала большие объёмы зерна, скота и рыбы. Развивалось ремесло и торговля, а земля окончательно перешла в собственность монарха.
Полное тронное имя — Брхат Пада Самдач Сдач Брхат Раджанкария Брхат Махиндра Раджадхираджа Рамадипати Шри Сурия Варман Маха Чакрапати Варман Наранга Ридхи Сандитья Ишвара Камбул Крунг Камбуджа Адипати Шри Судхара Павара Индрапада Гуруратта Раджадхания Тиссарана Ная Махайрама Джатхи (санскр. Brhat Pada Samdach Sdach Brhat Rajankariya Brhat Mahindra Rajadhiraja Ramadipati Sri Suriya Varman Maha Chakrapati Varman Naranga Ridhi Sanditya Isvara Kambul Krung Kambuja Adipati Sri Sudhara Pawara Indrapada Gururatta Rajadhaniya Tissarana Naya Mahayana Jathi Brhat Paramanatha Parama Bupati Jaya Amacha).

## Биография
Сын Барома Реатеи I. Взошел на престол в 1576 году в возрасте 37 лет. После коронации принял титул Брхат Параминдра Раджадхираджа Рамадипати Шри Трибхувана Дитьябарма Дхармикараджа Ману Варман Судхара Маха Парама Чакрапати Раджа Камбуджа Сурия Суриндрадайя Джая Трайратна Макута Висуддха Джина Саснадхара Парамадупа Дамбакараджа Самдач Брхат Маха Упасака Махараджа Бати (санскр. Brhat Paramindra Rajadhiraja Ramadipati Sri Tribhuvana Dityabarma Dharmikaraja Manu Varman Sudhara Maha Parama Chakrapati Raja Kambuja Suriya Surindradaya Jaya Trairatna Makuta Visuddha Jina Sasnadhara Paramadupa Dambakaraja Samdach Brhat Maha Upasaka Maharaja Bupati).
В 1591 году стотысячная армия во главе с королем Сиама Пхра Наретом захватила Баттамбанг и разорила Камбоджу.
Король решил обратиться к европейцам, обосновавшимся в Камбодже во время предыдущего правления. Несмотря на помощь, когда новая сиамская армия вторглась в страну, в январе 1594 года Ловек был взят и полностью разграблен. 90 000 кхмеров были депортированы в Сиам.

## Потомки
Имел семерых сыновей и четырех дочерей.

### На русском языке
- Сафронов, Б. В. Новая история стран Азии и Африки : учеб. пособие для бакалавриата и магистратуры / Борис Сафронов, Юрий Лосев. — 2-е изд., испр. и доп. — М.: Издательство Юрайт, 2019. — 305 с. — ISBN 978-5-534-10425-7.